# Oliver Rackham
Oliver Rackham (17 octobre 1939 - 12 février 2015) est un universitaire de l'Université de Cambridge qui a étudié l'écologie, la gestion et le développement de la campagne britannique, en particulier les arbres, les forêts et les pâturages boisés. Il a écrit Ancient Woodland (1980) et The History of the Countryside (1986).

## Vie et carrière universitaire
Rackham nait à Bungay et fréquente la King Edward VI School (en)  , puis le Norwich City College. En 1958, il obtient une bourse au Corpus Christi College de Cambridge, obtient son diplôme en sciences naturelles en 1961 et par la suite un doctorat . Il commence sa carrière universitaire en étudiant la physique, mais se déplace entre plusieurs départements de Cambridge. Il mène des recherches au Département de botanique de 1964 à 1968 et de 1972 à 1990, et au Plant Breeding Institute de Cambridge de 1968 à 1972. Il est transféré au département de géographie de 1988 à 2000, en tant que professeur, et est nommé professeur honoraire d'écologie historique au département des sciences végétales en 2006 et directeur honoraire du Cambridge Center for Landscape and People en 2010. Rackham également travaille comme tuteur au Kingcombe Centre dans le Dorset, enseignant l'histoire des forêts.
Il est associé au Corpus Christi College depuis ses années d'étudiant. Il est brièvement maître du Collège de 2007 à 2008, et est nommé membre à vie en 2010.

## Contributions
Rackham est un écologiste historique prolifique dont l'intérêt principal est la fonction, l'histoire et la gestion des forêts britanniques. Il tient une série de cahiers, qu'il commence dans sa jeunesse et qui se poursuivent jusqu'à sa mort, dans lesquels il consigne des observations sur les plantes vues dans son environnement familial et lors de ses voyages, en plus des informations sur la météo et ses devoirs à l'université. Issu de ses recherches sur Hayley Wood dans le Cambridgeshire, il développe le concept de forêt ancienne, riche en diversité végétale et gérée par des pratiques traditionnelles. Son livre de 1980 Ancient Woodland, its History, Vegetation and Uses in England conduit à la reconnaissance de ces zones par la Commission des forêts et dans la législation sur l'aménagement du territoire. Il contribue également à modifier les points de vue de l'industrie forestière sur la conservation des forêts. Le Woodland Trust devient un plus grand propriétaire de bois pour assurer la conservation. Il plaide pour la préservation des techniques de gestion traditionnelles comme le recépage, pour laisser entrer la lumière pour augmenter la diversité de la strate herbacée.
En 1986, il publie The History of the Countryside, considéré comme sa plus grande réussite et décrite comme « « a magisterial 400-page account of the British landscape from prehistory to the present day, with chapters on aspects ranging from woodland and hedgerows to marshes and the sea ». Le livre remporte plusieurs prix de littérature . Ses autres livres sont Woodlands (2006), dans la série Collins New Naturalist, et il a également écrit sur Hatfield Forest.
En plus de travailler en Angleterre, il étudie et publie de nombreux articles sur l'écologie et le paysage de la Crète, co-écrivant The Making of the Cretan Landscape avec Jenny Moody en 1998 , et menant dernièrement une campagne de protestation (qui a échoué) contre l'octroi de permis de construire pour le projet de golf et hôtel de Cavo Sidero sur la pointe est de l'île.

## Vie privée
Rackham est un enfant unique et n'est pas marié. Il est décédé le 12 février 2015 à l'âge de 75 ans des suites d'une courte maladie.

## Récompenses
- OBE pour "services à la conservation de la nature", 1998[7].
- Membre de la British Academy, 2002.
- Doctorat honorifique, Université d'Essex, 2000
- Pour The History of the Countryside : 1986 Angel Literary Award, le Sir Peter Kent Conservation Prize et le Natural World Book of the Year.

## Œuvres choisies
- Oliver Rackham, Trees and Woodland in the British Landscape, London, J.M. Dent & Sons Ltd, coll. « Archaeology in the Field Series », 1976 (ISBN 0-460-04183-5)
- Oliver Rackham, Ancient Woodland: its history, vegetation and uses in England, Kirkcudbrightshire, Castlepoint Press (republished 2003), 1980
- Oliver Rackham, The History of the Countryside: The full fascinating story of Britain's landscape, London, J.M. Dent & Sons Ltd, 1986 (ISBN 0-460-04449-4)
- Oliver Rackham, The Ancient Woodland of England: The Woods of South-East Essex, Rochford District Council, 1986 (ISBN 0 9511863 0 2)
- Oliver Rackham, The Last Forest: The story of Hatfield Forest, London, J.M. Dent & Sons Ltd, 1989
- Oliver Rackham, Trees and Woodland in the British Landscape, London, J.M. Dent & Sons Ltd, coll. « Archaeology in the Field Series », 1990 (ISBN 0-460-04786-8)
- Oliver Rackham et Jennifer Moody, The making of the Cretan landscape, Manchester, Manchester University Press, 1996 (ISBN 0-7190-3647-X)
- Oliver Rackham, The Last Forest: The story of Hatfield Forest, London, Phoenix Press, 1998 (ISBN 0-7538-0525-1)
- Oliver Rackham, Trees and woodland in the British landscape: the complete history of Britain's trees, woods & hedgerows, London, Phoenix Press, 2001 (ISBN 1-84212-469-2)
- A.T. Grove et Oliver Rackham, The Nature of Mediterranean Europe: An Ecological History, New Haven and London, Yale University Press, 2003 (ISBN 0-300-10055-8)
- Oliver Rackham, The Illustrated History of the Countryside, London, Weidenfeld & Nicolson, 2003 (ISBN 0-297-84335-4)
- Oliver Rackham, Woodlands, London, HarperCollins, coll. « New Naturalist series », 2006 (ISBN 0-00-720243-1)
- Oliver Rackham, The Ash Tree, Dorset, Little Toller Books, coll. « A Little Toller Monograph », 2014 (ISBN 1908213140)
- Oliver Rackham, The Ancient Woods of the Helford River, Little Toller Books, 2019 (ISBN 978-1-908213-68-6)